# Meeri Saari
Meeri Anna-Liisa Saari po mężu Veisto (ur. 16 września 1925 w Urjala, zm. 1 października 2018 tamże) – fińska  lekkoatletka, specjalistka pchnięcia kulą.
Zajęła 8. miejsce w pchnięciu kulą na igrzyskach olimpijskich w 1952 w Helsinkach.
Była mistrzynią Finlandii w pchnięciu kulą w latach 1948–1955 oraz w rzucie dyskiem w 1948.
Trzykrotnie poprawiała rekord Finlandii w pchnięciu kulą doprowadzając go do wyniku 13,02 m, uzyskanego 26 lipca 1952 w Helsinkach (wyrównała go 16 września tego roku w Forssa). Jej rekord życiowy w rzucie dyskiem wynosił 39,11 m (osiągnięty w 1952).